# Le Trésor des Pieds-Nickelés
Série
Les Aventures des Pieds-Nickelés
(1948)
Pour plus de détails, voir Fiche technique et Distribution.
Le Trésor des Pieds-Nickelés est un film français réalisé par Marcel Aboulker, sorti en 1950. 
Il s'agit d'une adaptation de la bande dessinée Les Pieds Nickelés de Louis Forton, et une suite des Aventures des Pieds-Nickelés, sorti en 1948.

## Fiche technique
- Titre : Le Trésor des Pieds-Nickelés
- Réalisation : Marcel Aboulker
- Scénario : Pierre Méré, Robert Beauvais et Michel Duran, d'après la bande dessinée de Louis Forton
- Production : Pierre Braunberger
- Musique : Guy Bernard
- Photographie : André Dantan
- Son : René-Christian Forget
- Pays de production :  France
- Format : Noir et blanc - mono
- Genre : Comédie
- Durée : 96 minutes
- Date de sortie : 
  - France : 8 mars 1950

## Distribution
- Maurice Baquet : Ribouldingue
- Rellys : Croquignol
- Jean Parédès : Filochard
- Fred Pasquali : Sherlococos
- Gisèle François : Solange
- André Toscano : Jacques, le petit ami de Solange
- Marcelle Monthil : Madame Miradoux
- Solange Certain : la secrétaire
- Rosie Ader : la bonne
- Luc Andrieux : Hector
- Pierre Olaf : Sanchez
- Frédéric Duvallès : Monsieur Miradoux
- Fernand Gilbert : le marin
- Gérard Séty : le capitaine
- Amédée
- Maurice Marceau